# Le ripetizioni
Le Ripetizioni è un programma radiofonico italiano, che va in onda su Rai Radio3 il sabato alle ore 17. 
È condotto da due attori della scena comica romana, Daniele Parisi, Gioia Salvatori e dal cantautore Ivan Talarico, ideato e scritta dai tre con Christian Raimo, curato da Elisabetta Parisi e Manuel de Lucia.
Il format unisce ironia, approfondimento e creatività, affrontando tematiche interdisciplinari che spaziano dalla letteratura alla scienza, dalla storia all'arte, fino alla filosofia e all'attualità. L'idea è quella di ritornare su argomenti scolastici affrontandoli da punti di vista diversi, utilizzando un linguaggio surreale e comico, con sketch, canzoni e interviste a personaggi bizzarri. 
Il programma si sviluppa come una sorta di "ripetizione scolastica": in ogni puntata c'è un diverso esperto con cui i conduttori dialogano con un approccio originale e accessibile. 
Lo stile è caratterizzato da un equilibrio tra divulgazione e comicità, con frequenti riferimenti alla cultura pop e accademica, un linguaggio che alterna registri alti e bassi, e un tono spesso autoironico e surreale. I conduttori fanno spesso uso di giochi di parole, parodie, pensiero laterale e riflessioni metanarrative.
Le puntate affrontano un ampio ventaglio di temi, dalla filosofia (Epicuro, Wittgenstein) alla scienza (Energia nucleare, DNA), dalla letteratura (Shakespeare, Morante) alla storia contemporanea (Il Sessantotto, La Grande Depressione). Ogni argomento viene presentato con un’attenzione particolare alla semplicità e all’approfondimento.
La sigla, le canzoni e le musiche sono composte ed eseguite da Ivan Talarico.

## Puntate

### 2021-2022
| N° | Titolo                     | Ospite                    | Data             |
| -- | -------------------------- | ------------------------- | ---------------- |
| 1  | Epicuro                    | Ilaria Gaspari            | 20 novembre 2021 |
| 2  | L'Odissea                  | Matteo Nucci              | 27 novembre 2021 |
| 3  | William Shakespeare        | Gaja Lombardi Cenciarelli | 4 dicembre 2021  |
| 4  | La volta celeste           | Federico Nati             | 11 dicembre 2021 |
| 5  | Il boom economico          | Lidia Piccioni            | 18 dicembre 2021 |
| 6  | Freud e la psicoanalisi    | Costanza Jesurum          | 25 dicembre 2021 |
| 7  | Pitagora e il teorema      | Riccardo Chiaradonna      | 8 gennaio 2022   |
| 8  | Dante e Beatrice           | Marco Grimaldi            | 15 gennaio 2022  |
| 9  | Il sessantotto             | Vanessa Roghi             | 29 gennaio 2022  |
| 10 | La rivoluzione scientifica | Paolo Pecere              | 5 febbraio 2022  |
| 11 | La Costituzione Italiana   | Roberta Calvano           | 12 febbraio 2022 |
| 12 | Il DNA                     | Giovanni Destro Bisol     | 19 febbraio 2022 |
| 13 | Le origini della scrittura | Lucio Del Corso           | 26 febbraio 2022 |
| 14 | Le stagioni                | Fabio Ciconte             | 5 marzo 2022     |
| 15 | Gli animali                | Simone Pollo              | 12 marzo 2022    |
| 16 | Le migrazioni              | Michele Colucci           | 26 marzo 2022    |
| 17 | La Luna                    | Stefano Catucci           | 2 aprile 2022    |
| 18 | L'infinito                 | Luca San Mauro            | 9 aprile 2022    |

### 2022-2023
| N° | Titolo                                                                  | Ospite                | Data             |
| -- | ----------------------------------------------------------------------- | --------------------- | ---------------- |
| 1  | Capelli ribelli - la scapigliatura                                      | Laura Marzi           | 8 ottobre 2022   |
| 2  | Finanza e sentimento - la grande depressione                            | Paolo Mattera         | 15 ottobre 2022  |
| 3  | La funzione delle funzioni - le funzioni                                | Raffaele Cariati      | 22 ottobre 2022  |
| 4  | La macchina pensa - intelligenza artificiale                            | Anna Parisi           | 29 ottobre 2022  |
| 5  | Oscuri futuri - i romanzi distopici di Huxley e Orwell                  | Umberto Rossi         | 5 novembre 2022  |
| 6  | Crepapelle - Petronio e il Satyricon                                    | Francesco Ursini      | 12 novembre 2022 |
| 7  | Mangiarsi addosso - l'alimentazione                                     | Luca De Fiore         | 19 novembre 2022 |
| 8  | Come quando fuori esplode - l'origine dell'universo                     | Claudia Quercellini   | 26 novembre 2022 |
| 9  | Tutto è male - Leopardi e la natura                                     | Gilda Policastro      | 3 dicembre 2022  |
| 10 | Arte al cubo - il cubismo                                               | Leonardo Zaccone      | 17 dicembre 2022 |
| 11 | Pirandello (se vi pare) - arte e finzione in Pirandello - prima parte   | Nicola Longo          | 14 gennaio 2023  |
| 12 | Pirandello (se vi pare) - arte e finzione in Pirandello - seconda parte | Nicola Longo          | 21 gennaio 2023  |
| 13 | De Sidera - le stelle e altri accidenti universali                      | Umberto Guidoni       | 28 gennaio 2023  |
| 14 | La bizzarria dei quanti - meccanica quantistica                         | Niccolò Argentieri    | 4 febbraio 2023  |
| 15 | Tutti per l'arte o l'arte per tutti - la Pop Art                        | Rita Borioni          | 11 febbraio 2023 |
| 16 | Manuale pratico per la rivoluzione - Karl Marx                          | Gianni Ruocco         | 18 febbraio 2023 |
| 17 | Lucii e magie - Apuleio e le metamorfosi                                | Lara Nicolini         | 25 febbraio 2023 |
| 18 | L'evoluzione non è un pranzo di gala - Darwin e l'evoluzione            | Orlando Franceschelli | 4 marzo 2023     |
| 19 | Istruzioni per complicarsi i sistemi - sistemi complessi                | Paolo Barucca         | 11 marzo 2023    |
| 20 | Questa non è una puntata - il surrealismo                               | Giordano Tedoldi      | 1 aprile 2023    |
| 21 | Boom boom Europa boom - Europa, imperialismo e nuove potenze            | Marco D'Eramo         | 8 aprile 2023    |
| 22 | Il cavaliere errato - Don Chisciotte                                    | Matteo Lefevre        | 15 aprile 2023   |
| 23 | Noi vogliamo ridere! - il dadaismo                                      | Valerio Magrelli      | 22 aprile 2023   |
| 24 | Linguistica e un po' mistica - Ludwig Wittgenstein                      | Marco Mazzeo          | 29 aprile 2023   |
| 25 | Puffete! - Fiabe e favole                                               | Nadia Terranova       | 6 maggio 2023    |
| 26 | Fuori dalla mischia - Callimaco e la poesia epigrammatica               | Jacopo Kahlil         | 13 maggio 2023   |

### 2023-2024
| N° | Titolo                                                                           | Ospite                    | Data             |
| -- | -------------------------------------------------------------------------------- | ------------------------- | ---------------- |
| 1  | Nervose d'autore - Natalia Ginzburg                                              | Caterina Venturini        | 16 dicembre 2023 |
| 2  | La gentilezza è Gentile - La riforma di Giovanni Gentile in rapporto al fascismo | Alessandra Tarquini       | 23 dicembre 2023 |
| 3  | L'impero romano dormiente - Roma. Storia, situazioni e prospettive               | Francesco Erbani          | 30 dicembre 2023 |
| 4  | Il novecento è una chaise longue - Italo Svevo                                   | Massimiliano Tortora      | 6 gennaio 2024   |
| 5  | Il diletto perfetto - Agatha Christie e il romanzo giallo                        | Vanessa Roghi             | 13 gennaio 2024  |
| 6  | Regole d'assenza - Il pensiero anarchico                                         | Paolo Morelli             | 20 gennaio 2024  |
| 7  | Una fine da regina? - Cleopatra: l'ultima regina d'Egitto                        | Lucio Del Corso           | 27 gennaio 2024  |
| 8  | L'isola che c'è - Elsa Morante e l'infanzia                                      | Carola Susani             | 3 febbraio 2024  |
| 9  | Che mondo dopo la fine del mondo? - La scuola di Francoforte                     | Giorgio Fazio             | 10 febbraio 2024 |
| 10 | Ohibò, l'Oulipo - La letteratura potenziale                                      | Carlo Mazza Galanti       | 17 febbraio 2024 |
| 11 | Dare i numeri - Pratica e astrazione nella matematica                            | Valerio Incitti           | 24 febbraio 2024 |
| 12 | Tutti per uno - Sport e scuola                                                   | Giovanni Castagno         | 2 marzo 2024     |
| 13 | La notte dei mostri viventi - Mary Shelley e Frankenstein                        | Gaja Lombardi Cenciarelli | 9 marzo 2024     |
| 14 | Iconiche - Figure geometriche che fanno sognare                                  | Nicoletta Lanciano        | 16 marzo 2024    |
| 15 | Lo chiamavano "Il Tafano" - Intorno all'Apologia di Socrate                      | Riccardo Chiaradonna      | 30 marzo 2024    |
| 16 | Fortissimamente Alfieri - Vita e opere di Vittorio Alfieri                       | Nicola Ingenito           | 6 aprile 2024    |
| 17 | Per la mia candela verde! - Jarry e la 'patafisica                               | Andrea Cortellessa        | 13 aprile 2024   |
| 18 | Fronti e frontiere. Vita e rivoluzioni di Joyce Lussu - Prima parte              | Paola Soriga              | 20 aprile 2024   |
| 19 | Fronti e frontiere. Vita e rivoluzioni di Joyce Lussu - Seconda parte            | Paola Soriga              | 27 aprile 2024   |
| 20 | Repetita juvant - Ripetizioni di ripetizioni                                     |                           | 4 maggio 2024    |

### 2024-2025
| N° | Titolo                                                                                        | Ospite                  | Data             |
| -- | --------------------------------------------------------------------------------------------- | ----------------------- | ---------------- |
| 1  | Nel nostro piccolo - Il microscopico mondo dei batteri                                        | Martina Pasqua          | 11 gennaio 2025  |
| 2  | Passi falsi - Frodi e menzogne che hanno fatto la Storia                                      | Errico Buonanno         | 18 gennaio 2025  |
| 3  | Goldoni a parte - La riforma goldoniana del teatro                                            | Luciano Meldolesi       | 25 gennaio 2025  |
| 4  | Non scherziamo! - Fisica e teoria dei giochi                                                  | Paolo Barucca           | 1 febbraio 2025  |
| 5  | A tutta birra! - Energia e nucleare                                                           | Gionata Picchio         | 8 febbraio 2025  |
| 6  | Ci scommetto. Tutti i vantaggi di essere Pascal                                               | Ilaria Gaspari          | 15 febbraio 2025 |
| 7  | Fantasia quel che sia - Come funziona la fantasia                                             | Massimo Gerardo Carrese | 22 febbraio 2025 |
| 8  | Un PC nel cassetto - Alan Turing e l'invenzione del computer                                  | Luca San Mauro          | 1 marzo 2025     |
| 9  | Non proprio rane, nel pozzo - Idrocarburi e petrolio                                          | Gabriele Masini         | 8 marzo 2025     |
| 10 | La realtà non figura - L'astrattismo                                                          | Valentina Tanni         | 22 marzo 2025    |
| 11 | Vieni avanti cretino! - Cafè chantant, avanspettacolo e rivista. Ogni scusa è buona per bere. | Guido Di Palma          | 29 marzo 2025    |
| 12 | A più mani - Esperienze di scrittura collettiva                                               | Susanna Mattiangeli     | 5 aprile 2025    |
| 13 | La memoria è una tela di ragno - Louise Bourgeois e di come ha ricamato il tempo              | Caterina Venturini      | 12 aprile 2025   |
| 14 | Stilosa - La vita e l'opera di Rosa Genoni, pioniera del Made in Italy                        | Livia Massaccesi        | 19 aprile 2025   |
| 15 | Questioni di cellule - Vita, morte e miracoli della cellula                                   | Lavinia Ferrone         | 26 aprile 2025   |
| 16 | Martìr d'amore tutta la vita dura - Impiastri amorosi e belle pensate di Gustave Flaubert     | Antonella Lattanzi      | 3 maggio 2025    |
| 17 | Una risata ci seppellirà - Panoramica sui meccanismi del riso                                 | Carlo Mazza Galanti     | 10 maggio 2025   |